# Association des femmes artistes de Berlin
L'Association des femmes artistes de Berlin ou Association des femmes artistes berlinoises (Verein der Berliner Künstlerinnen), créée en 1867, est la plus ancienne association de femmes artistes en Allemagne.

## Histoire

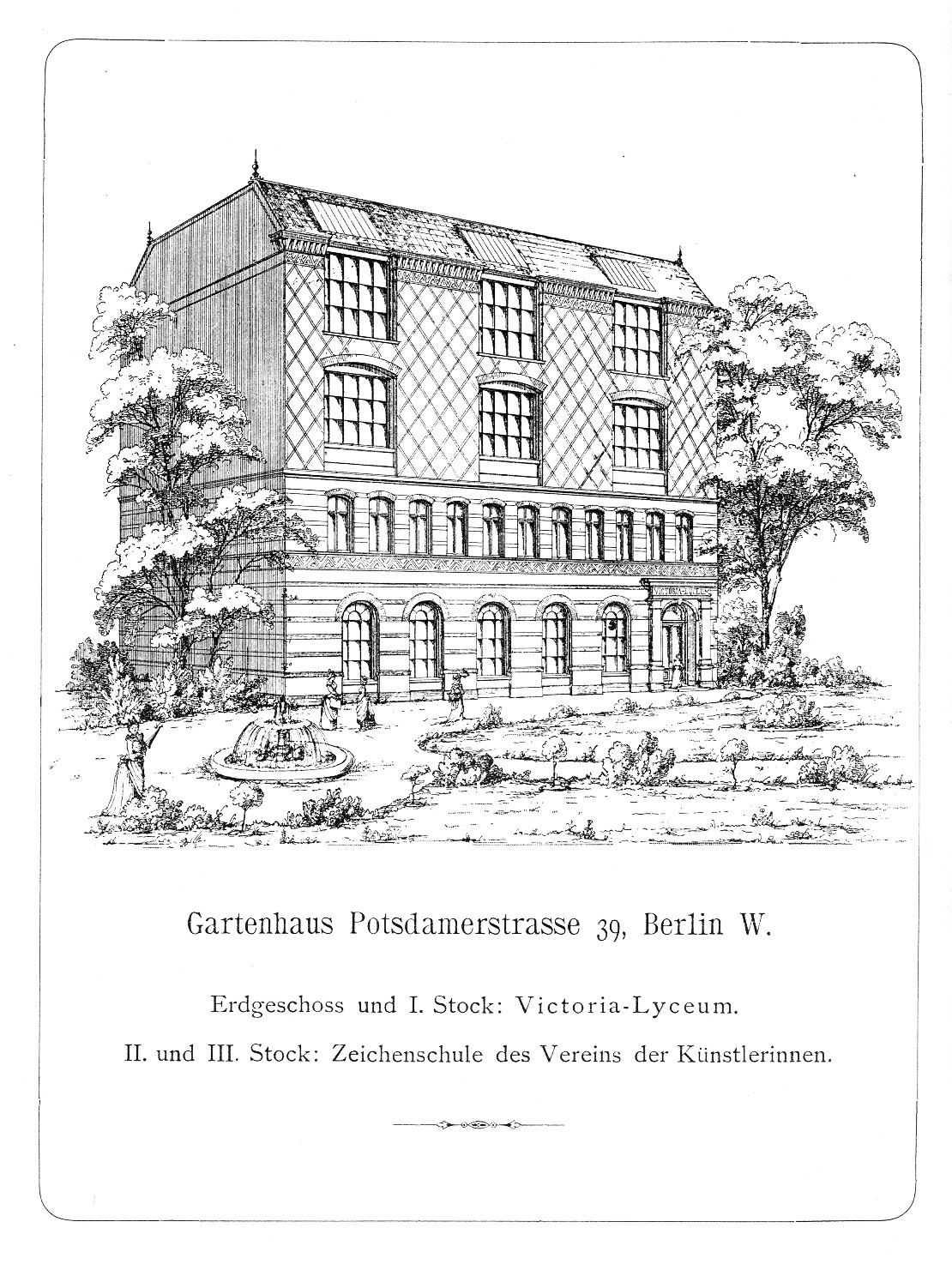
Bâtiment du Victoria Lyceum et de l'école de dessin et de peinture (Gartenhaus Potsdamer Str. 39) Berlin

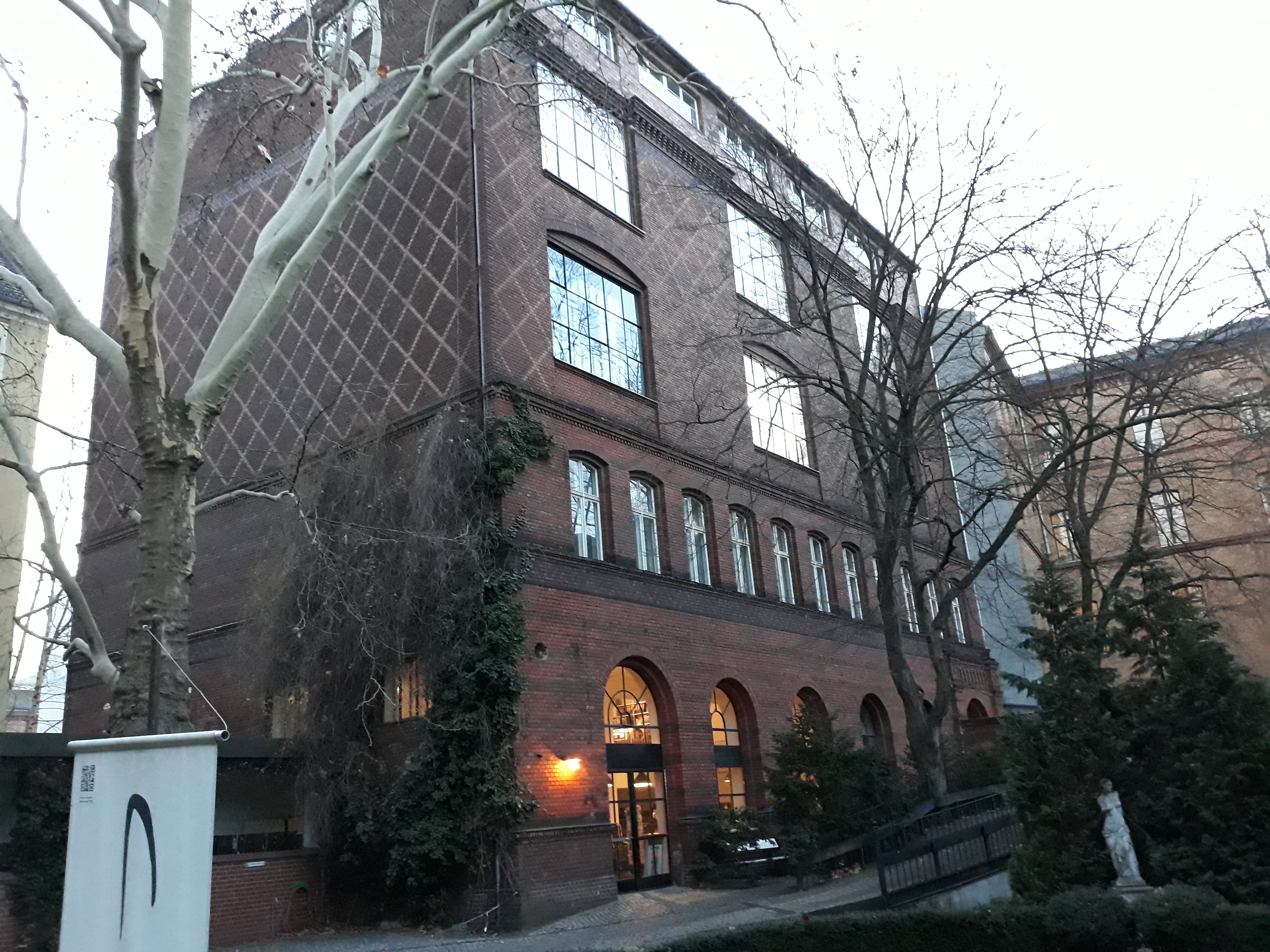
Vue actuelle de l'ancien bâtiment du Victoria Lyceum

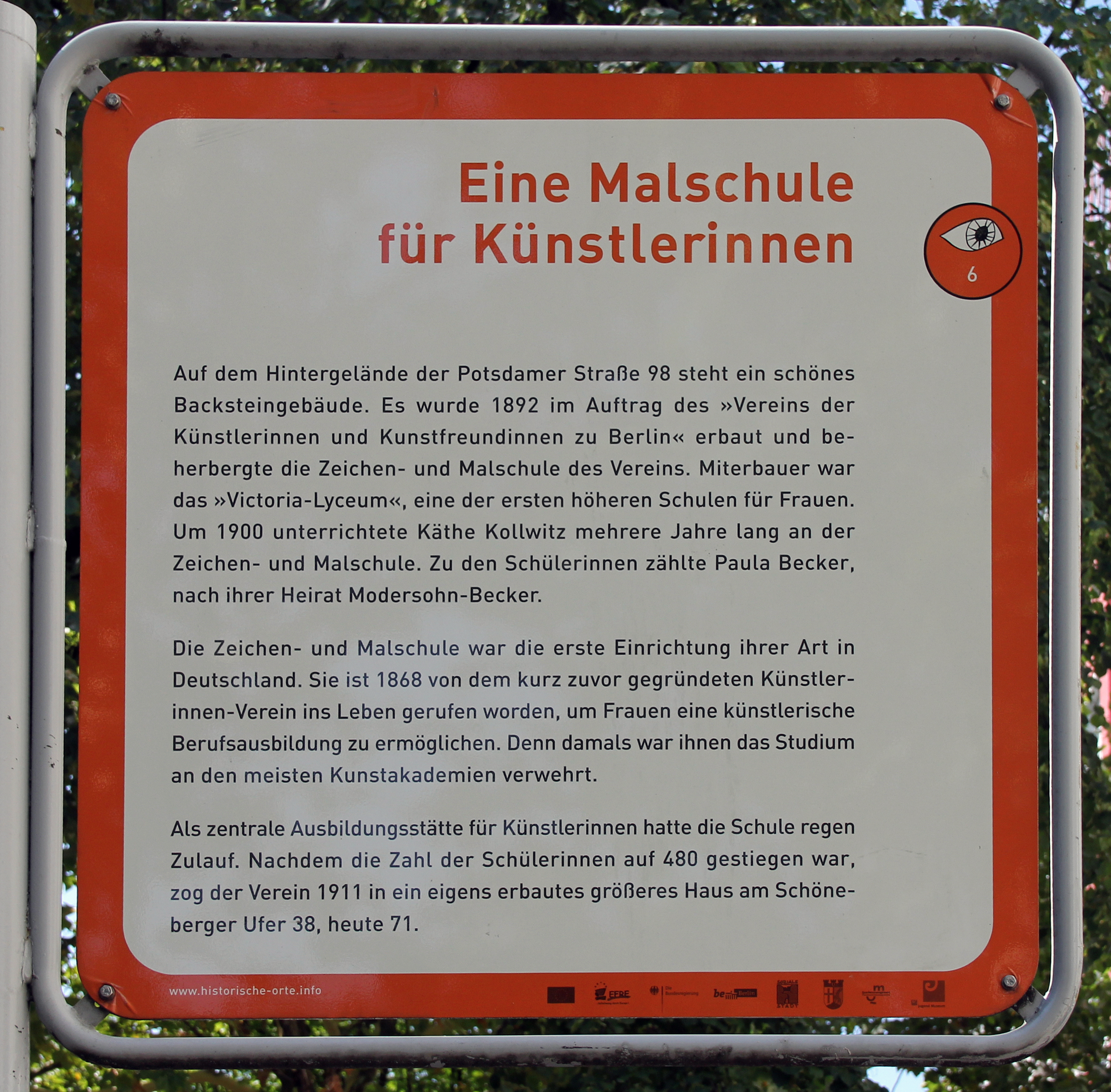
Plaque commémorative sur la maison, Potsdamer Straße 98a, à Berlin-Tiergarten

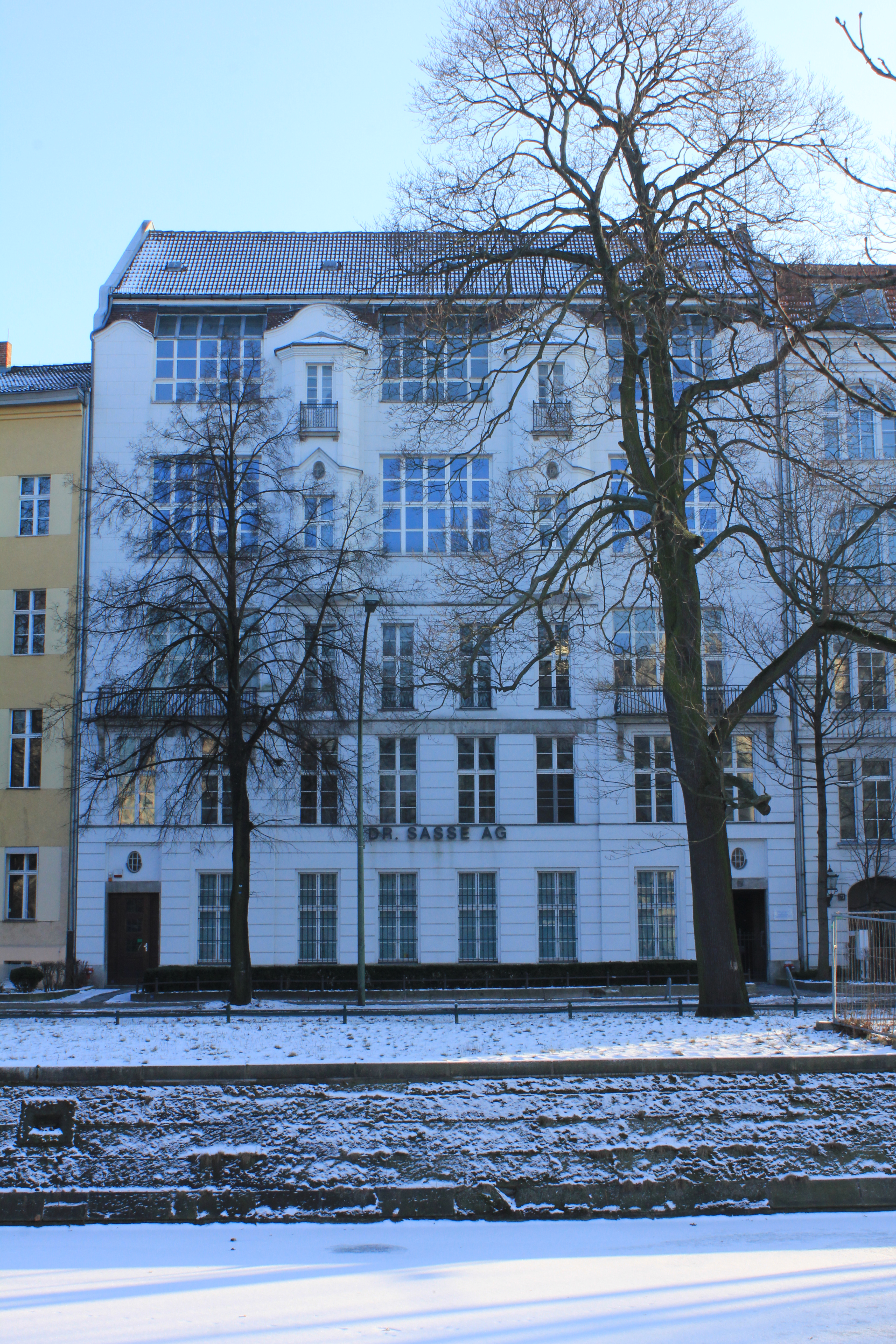
Atelier de l'Association des artistes berlinois construit en 1910-1911 au Schöneberger Ufer 71

L'Association des artistes berlinoises de 1867 (Verein der Berliner Künstlerinnen 1867 ou VdBK 1867) est fondée en 1867 par Marie Remy (de), Clara Wilhelmine Oenicke (de), Rosa Petzel (de) et Clara Friederike Heinke. Elle est issue de l'Association des artistes et amis de l'art de Berlin. Elle s'adresse à l'ensemble de l'espace germanophone et aux pays voisins. Marie Wiegmann de Düsseldorf est membre de l'association. En 1867, les femmes de l'Empire allemand n'ont pas de capacité juridique, c'est la raison de la présence de membres fondateurs masculins. Les amis de l'art ont assuré l'ancrage de l'association dans la classe moyenne et une base financière. Certains amis de l'art ont également occupé des postes importants dans la direction de l'association. Hedwig Weiß (de) est membre du conseil d'administration pendant plusieurs années. En 1919, les droits des femmes sont pris en considération par la République de Weimar. Les femmes obtiennent le droit de vote et de s'associer. L'association change son nom en Association des femmes artistes de Berlin (Verein der Berliner Künstlerinnen).
L'association organise régulièrement des expositions et publie des catalogues.
L'association gère les archives de l'Association des artistes berlinoise 1867. Ces archives permettent des travaux de recherche et des publications sur Charlotte Berend-Corinth, Käthe Kollwitz, Jeanne Mammen, Paula Modersohn-Becker, Marg Moll, Elisabet Ney, Harriet von Rathlef-Keilmann (de) et Gertraud Rostosky (de). En novembre 2012, les archives sont transférées aux Archives de l'Académie des arts (de).
À partir de 1990, l'association décerne tous les deux ans le Prix Marianne-Werefkin (de) à des artistes féminines contemporaines. La lauréate 2007 est la sculptrice Paloma Varga Weisz (de).
Un partenariat de coopération entre l'association est la Galerie berlinoise permet de publier en 1992, Käthe, Paula und der ganze Rest (de)dictionnaire biographique des artistes allemandes.
En 2017, l'association organise l'exposition Von Gestern bis Heute. 150 Jahre Verein der Berliner Künstlerinnen, qui retrace les 150 ans d'activité de l'association de femmes peintres.

## École d'art (1868-1944)
L'association crée en 1868 une école école de dessin et de peinture. C'est la première institution publique où les femmes reçoivent une formation artistique. À partir de 1871, l'école propose une formation professionnelle de professeure de dessin reconnue par l'État. En 1893, l'école en collaboration avec le Lycée Victoria pour l'enseignement supérieur des femmes, acquiert un bâtiment pour l'école de dessin et de peinture au 39 Potsdamer Straße, aujourd'hui 98a. En 1911, le nombre d'étudiantes est de 480. L'école déménage dans un bâtiment plus grand, situé au Schöneberger Ufer 71. De 1897 à 1903, Käthe Kollwitz enseigne le graphisme et le dessin.
L’admission des femmes à l’Académie des Beaux-Arts, le 27 mars 1919, entraîne la fermeture de l'école. L'école réouvre en 1927. Elle accueille également des hommes. En 1933, l'école est sous contrôle de l'État par la loi sur la Chambre de la culture du Reich. En 1935, l'école est intégrée à la politique culturelle nationale-socialiste. En 1944, les locaux de l'école sont détruits par un bombardement.

### Directions
- 1871 : Antoine Eichler
- 1892 : Marguerite Hoenerbach
- 1909 : Hildegarde Lehnert
- 1929 : Alice Michaelis
- 1933 : Elisabeth von Oertzen (1887-1938), peintre, graphiste

### Étudiantes
- Annot
- Sophie Becker-Leber (de)
- Mathilde Bloc
- Grete Csaki-Copony (de)
- Anna Dräger-Mühlenpfordt (de)
- Bettina Encke von Arnim (de)
- Louise Grimm (de)
- Ilse von Heyden-Linden (de)
- Anna Höchstädt (de)
- Ilse Jonas (de)
- Käthe Kollwitz
- Paula Modersohn-Becker
- Emmy Meyer (de)
- Elisabeth Poppe-Lüderitz (de)
- Sinon Preussner (de)
- Gertrude Sandman
- Marie Schnür
- Marie Schönfeldt-Eisner
- Oda Schottmüller
- Louise Stomps (de)
- Gertrud Wurmb (de)
- Ursula Vehrigs (de)
- Augusta von Zitzewitz (de)
- Ruth de Minden-Riefenstahl
- Catherine Klein